# Mysidopsis eremita
Mysidopsis eremita är en kräftdjursart som beskrevs av O. Tattersall 1962. Mysidopsis eremita ingår i släktet Mysidopsis och familjen Mysidae. Inga underarter finns listade i Catalogue of Life.